# ایبنزی
ایبنزی (به آلمانی: Ebensee am Traunsee) یک شهرک در اتریش است که در ایالت اوبراسترایش واقع شده‌است.

## خصوصیات
ایبنزی ۱۹۴٫۵ کیلومترمربع مساحت دارد ۴۴۳ متر بالاتر از سطح دریا واقع شده‌است.

## خواهرخوانده
شهرهای Zawiercie و پراتو خواهرخوانده‌های ایبنزی هستند.